# Motoo Tatsuhara
Motoo Tatsuhara (Prefectura de Tòquio, Japó, 14 de gener de 1913) és un futbolista japonès retirat que va disputar quatre partits amb la selecció japonesa.